# Haus der Kultur (Schwerin)
Das Gebäude Haus der Kultur (HDK) in Schwerin, Stadtteil Altstadt, Arsenalstraße 8, Ecke Mecklenburgstraße 2, ist ein Baudenkmal in Schwerin. Es wird heute (2020) noch als Kulturzentrum genutzt.

## Geschichte
Im 19. Jahrhundert stand hier ab 1848 das dreigeschossige klassizistische Stern’s Hotel, in dem 1873 Richard Wagner und um 1863 Fritz Reuter übernachteten. 1894 übernahm Werner Stern den Betrieb in dritter Generation und bewirtschaftete ihn noch 12 Jahre. Es gehörte um 1900 zu den führenden Hotels in Schwerin. Danach verkaufte er das Hotel an seinen Oberkellner nun mehr Inhaber war u. a. Otto Reder (ab 1906), der es nach der Umgestaltung unter dem alten bekannten Namen weiterführte. Der neoklassizistische Umbau von 1921 wurde nach Plänen von Willy Taebel errichtet. 1923 musste das Hotel jedoch schließen. 1929 übernahm die Hannoversche Girozentrale das Gebäude und baute es um.
Im August 1945 wurde hier der Regionalverband des Kulturbundes zur demokratischen Erneuerung Deutschlands unter Vorsitz von Willi Bredel gegründet. Von 1947 bis 1949 sendete hier der Sender Schwerin. 1950 erfolgte ein Umbau; die Fassade wurde schlichter. Das Gebäude war nun Sitz des Kulturbundes Schwerins und der Nationalen Front des Bezirks Schwerin sowie weiterer Kulturvereine. Ausstellungen, Konzerte, Vorträge, Arbeitsgruppen und Tanzveranstaltungen fanden hier statt. Für kurze Zeit war auch eine HO-Gaststätte im Haus. 1968 wurde das Dachgeschoss mit einer kleinen Bühne als alternativer Aufführungsraum des Staatstheaters genutzt. In dem TIK (Theater im Kulturzentrum) fanden viele stark beachtete, oft experimentelle Inszenierungen statt.
1991 übernahm die Stadt das Kulturhaus. Die Urania, eine Musik- und eine Ballettschule sowie eine Gaststätte befanden sich im Haus. Es ist heute (2018) u. a. der Sitz des Landesbüros Mecklenburg-Vorpommern der Friedrich-Ebert-Stiftung und der Kunstschule Ataraxia; ein Restaurant und eine Strandbar befinden sich im Haus. 1993 wurde hier die Akademie für Politik, Wirtschaft und Kultur in Mecklenburg-Vorpommern gegründet, die ihren Sitz aber in der Mecklenburgstraße 59 hat. Das Staatstheater verließ 1995 das Haus und das Freie Theater Studio übernahm und bespielt den Theatersaal. Das Haus wurde um 2000 an die Wohnungsgesellschaft Schwerin (WGS), eine Tochtergesellschaft der Stadt, verkauft und danach saniert.